# Jovellar
Jovellar ist eine philippinische Stadtgemeinde in der Provinz Albay. Sie hat 17.308 Einwohner (Zensus 1. August 2015).

## Geografie
Der Quipia-Fluss durchfließt das Gemeindegebiet in Richtung Donsol in der Provinz Sorsogon.

## Wirtschaft und Verkehr
Jovellar ist auf der Straße über Guinobatan zu erreichen. Jeepneys bedienen die 16 Kilometer lange Strecke täglich zwischen 5 und 17 Uhr.
Der wichtigste Wirtschaftszweig ist die Landwirtschaft. Deren Haupterzeugnisse sind Reis, Kopra, Abaka und Mais.

## Baranggays
Jovellar ist politisch unterteilt in 23 Baranggays.
| - Bagacay - Rizal Pob. (Bgy. 1) - Mabini Pob. (Bgy. 2) - Plaza Pob. (Bgy. 3) - Magsaysay Pob (Bgy. 4) - Calzada Pob. (Bgy. 7) - Quitinday Pob. (Bgy. 8) - White Deer Pob. (Bgy. 9) - Bautista - Cabraran - Del Rosario - Estrella | - Florista - Mamlad - Maogog - Mercado Pob. (Bgy. 5) - Salvacion - San Isidro - San Roque - San Vicente - Sinagaran - Villa Paz - Aurora Pob. (Bgy. 6) |